# Angeghakot
Angeghakot (armeniska: Անգեղակոթ), före 1991 även ryska namnformen Ангехакот: Angechakot) är en ort i Armenien. Den ligger i provinsen Siunik, i den sydöstra delen av landet, 140 kilometer sydost om huvudstaden Jerevan. Angeghakot ligger 1 837 meter över havet och antalet invånare är 1 726.
Terrängen runt Angeghakot är huvudsakligen kuperad, men åt nordost är den bergig. Närmaste större samhälle är Hatsavan, 12,0 kilometer söder om Angeghakot.
Trakten runt Angeghakot består i huvudsak av gräsmarker. Runt Angeghakot är det ganska glesbefolkat, med 42 invånare per kvadratkilometer.